# Ратуша Головного міста (Гданськ)
Ратуша Головного міста в Гданську (пол. Ratusz Głównego Miasta, нім. Rechtstädtisches Rathaus, Польща) — історична будівля міської ради, побудована у XIV — XV століттях у готично-ренесансному стилі.
Ратуша є другою за висотою будівлею в Головному місті Гданська після Базиліки Внебовзяття Пресвятої Діви Марії. Їхні силуети домінують над панорамою центральної частини міста.

Положення на мапі Гданська його дільниці — Середмістя. 2012

Положення Головного міста Гданська на мапі Середмістя

## Розміщення

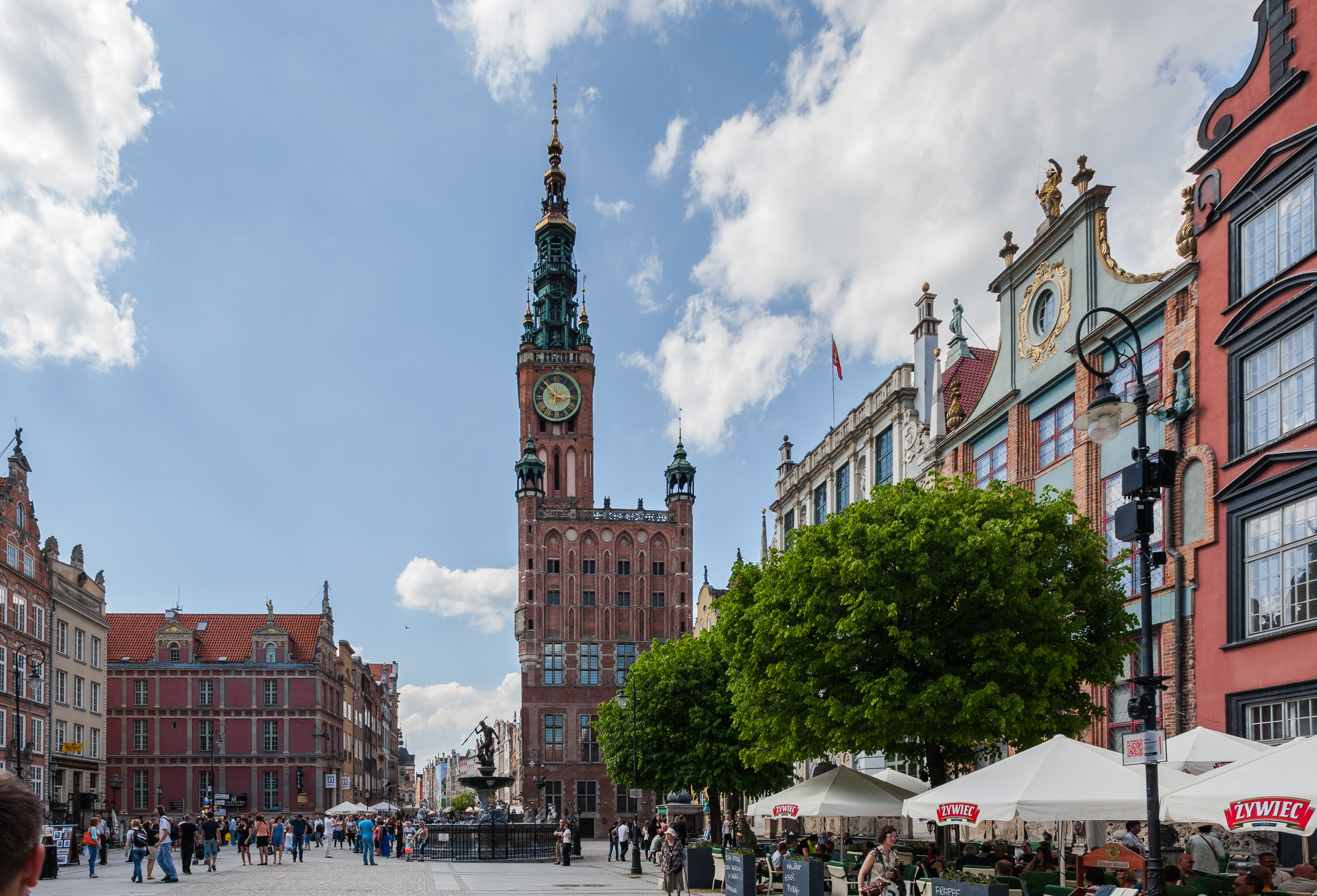
Ратуша Головного міста в Гданську. 2013

Ратуша Головного міста в Гданську, розміщена на стику вулиць Довгої та Довгого ринку (Długi Targ) у центральній частині міста — його дільниці Середмістя, де знаходиться більша частина пам'яток старовини. Вулиці Довга та Довгий ринок, які простягаються від головних Високих воріт міста (Brama Wyżynna) до Зелених воріт (Brama Zielona), є пішохідними і мають неофіційну назву Королівської дороги (Droga Królewska). По Королівській дорозі, що веде через центр Гданська, крокували королівські процесії, на ній відбувалися паради, величезні церемонії та інші урочистості. В наш час, як і колись, на цій дорозі є багато будинків з гарними, багато прикрашеними фасадами, в яких уже в 1331 році проживали банкіри, судновласники, політики. Тепер тут багато крамниць, кафе, ресторанів, барів та пабів. Тут завжди багато туристів та гостей міста. Влітку туристи можуть піднятися на галерею в оглядовій вежі ратуші, звідки, з висоти близько 50 м, відкривається чудова панорама Гданська.

## Історія
Коли була побудована перша ратуша — невідомо. Однак уже в 1308 році тевтонські лицарі зруйнували будівлю ратуші, яка була на цьому місці. Найдавніші фрагменти ратуші, які збереглися, датуються від 1327 до 1336 року. Коли у 1346 році Любекське право було замінене на Кульмське право, за яким судова влада (Міська лава) була відокремлена від міської влади (Міської ради), виникла потреба у двох окремих залах для двох установ. Тому в 1357 році на місці сучасної була побудована невелика ратуша.
З розвитком міста, у 1379—1382 рр. на тому ж місці, майстром-каменярем Генріхом Унґерадіном була побудована двоповерхова цегляна будівля. Будівля ратуші неодноразово перебудовувалася також у XV та XVI століттях.
У 1454—1457 рр. за короля Казимира IV, сина Владислава II Ягайла, ратушу розширили, а в 1486—1488 рр. йшло будівництво вежі міської ратуші. У 1492 році вежу завершив Михайло Енкінгер, однак у 1494 році вона згоріла.

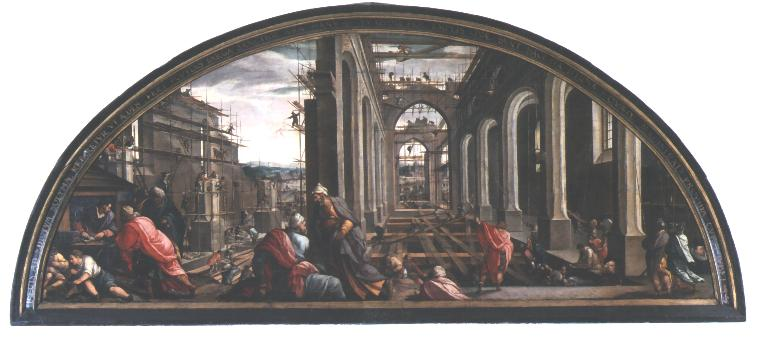
Будівництво храму. Антон Мюллер, 1602

3 жовтня 1556 р в ратуші знову вибухнула пожежа, для ліквідації її наслідків потрібно було декілька років. Будівлю реконструювали в стилі епохи Відродження. У місті розвивалася торгівля, і багачі, прагнучи підкреслити значимість міста, прикрашали інтер'єри ратуші. Над оздобленням її залів протягом XVI та на початку XVII ст. працювали найкращі майстри та художники золотого віку у мистецтві Гданська: Ісак ван ден Блок (Izaak van den Blocke, 1572—1626), Віллем ван дер Меєр (Willem van der Meer), Антон Мюллер (Anton Möller, 1563—1611).

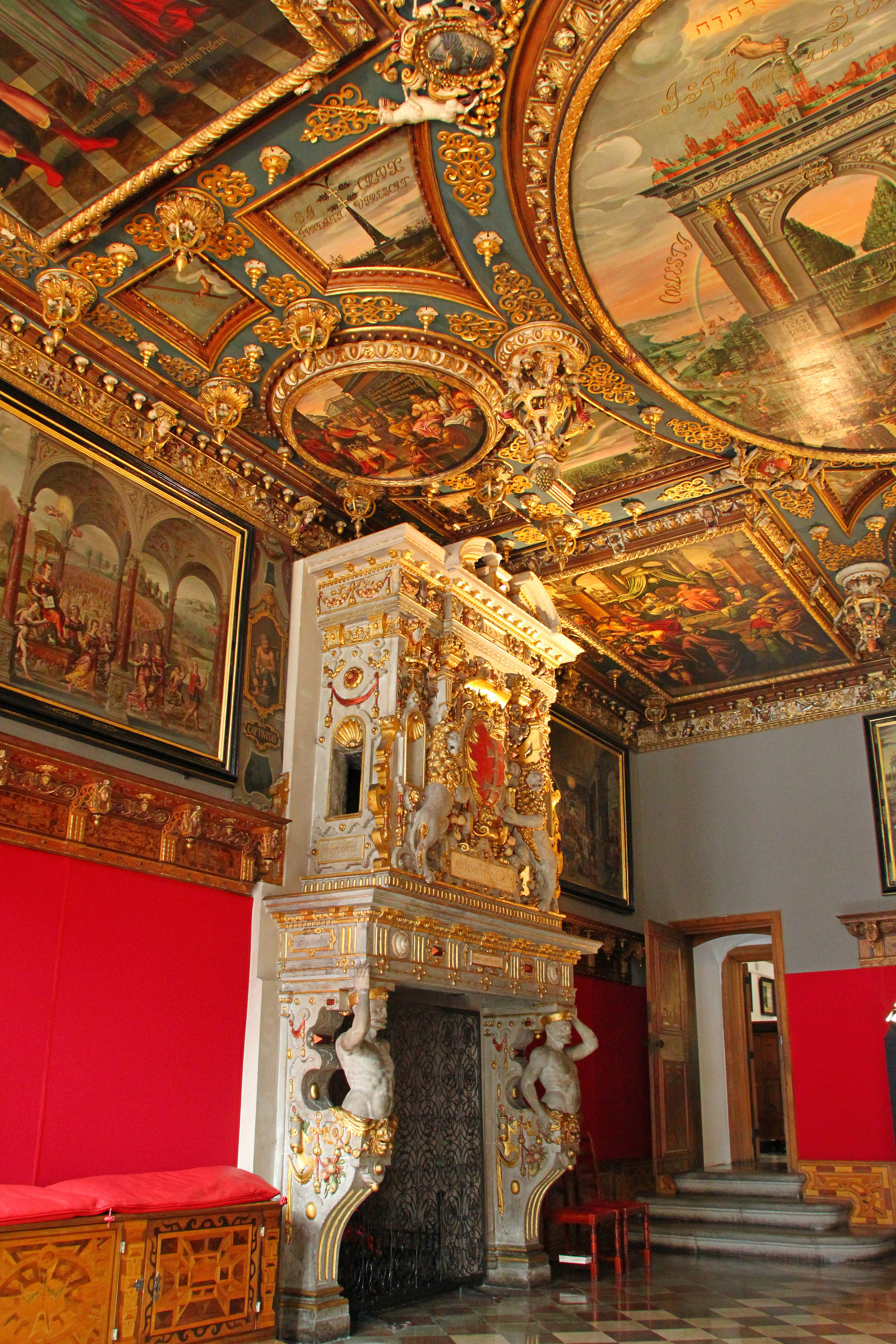
Червона зала ратуші. 2014

У 1559—1560 роках зробили новий великий шпиль, а в 1561 на шпилі встановили позолочену статую тодішнього польського короля Сигізмунда II Августа. У вежі ратуші розмістили 14 дзвонів — карильйон. Побудована в XIV столітті готично-ренесансна будівля ратуші, де розміщувався уряд міста, була розширена і реконструйована протягом наступних чотирьох століть, ставши окрасою міста.
З кінця XVI століття найважливішими і найрозкішніше оздобленими в ратуші стають два приміщення першого поверху: Червона зала (Літня) та Біла зала. В цих залах до 1921 р. засідали представники влади міста. Червона зала багато оздоблена ліпниною, зі стелею, прикрашеною 25 картинами роботи Ісака ван ден Блока. Біла зала, де колись відбулося засідання міського суду, одержала свою назву за колір своїх стін від часу реконструкції в 1841—1842 роках. Це приміщення було також тронною залою під час перебування в Гданську польських королів. Сьогодні, зала прикрашена копіями портретів польських королів.
Під час Другої світової війни історична пам'ятка дуже постраждала від куль і бомб. У 1942 році картини зі стелі Червоної зали були демонтовані і це врятувало їх від повного знищення. У березні 1945 року пожежа знищила вежу і дерев'яні перекриття ратуші. Здавалося, що будівлю уже неможливо відновити і її треба розібрати. Однак, архітектори розробили складний проект реконструкції та консервації, який врятував ратушу від повного знесення та повернув будівлі її колишню славу.

## Архітектура

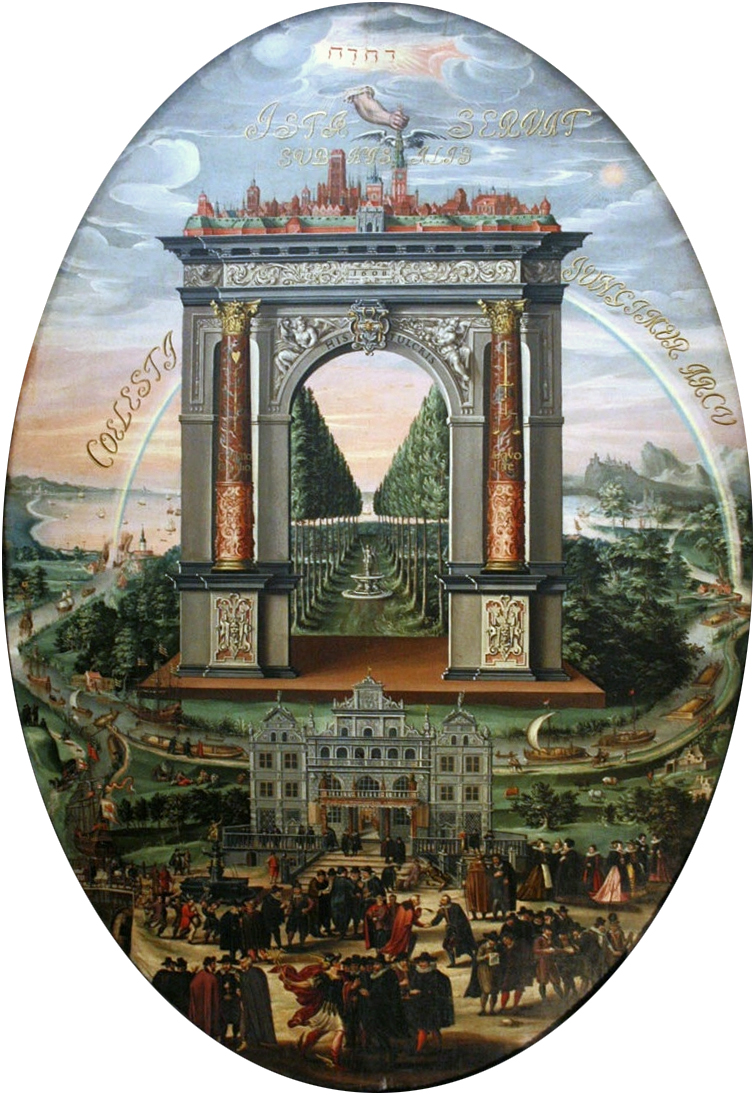
Алегорія торгівлі Гданська
Ісак ван ден Блок, 1608

Ратуша Головного міста починаючи з XIV століття і до 1921 року була резиденцією представників владних кіл Гданська. Вона кілька разів кардинально перебудовувалася, її архітектура і дизайн інтер'єру в голландському стилі маньєризму гідно представляла багатство і статус міста. Реконструкцію готичного фасаду у стилі маньєризму керував фламандський архітектор Антон ван Оберхен (Anthonis van Obbergen).
Над входом ратуші розміщений герб Гданська з двома левами. Фламандські каменярі Гендрік Лінте (Hendrik Linthe) і Корнеліус Брун (Cornelius Brun) на вершині східної стіни встановили мере́жчату балюстраду та прикрасили її традиційною геральдичною тріадою Гданська — гербами Польщі, Королівської Пруссії і Гданська. На кінцях балюстради звели дві невеликі вежі. В одній з них був дзвін, що мав назву «Дзвін нещасних грішників», який дзвонив, коли засуджених вели на страту.

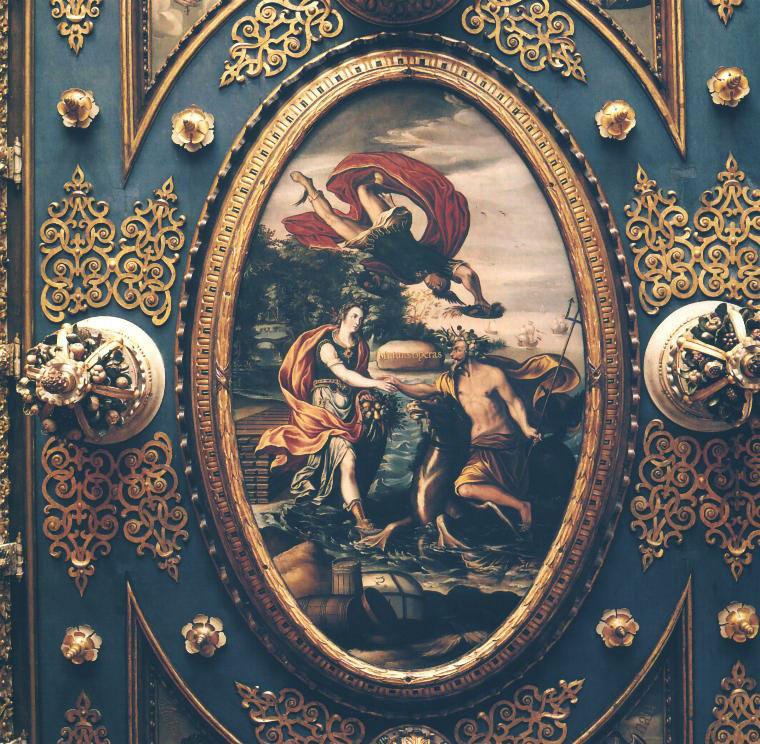
Шлюб Нептуна з Церераою
Ісак ван ден Блок, 1608

На південно-східному куті ратуші у другій половині XVI століття встановили сонячний годинник, на якому є напис: «Астрономічний годинник стародавніх вавилонян та італійців».
Окрасою ратуші є Червона і Біла зали. Червона зала, або Літня, це Велика зала Ради, прикрашена 25 картинами пензля Ісака ван ден Блока, члена фламандської сім'ї гданських художників і майстрів. Віллем ван дер Меєр (Willem van der Meer) з Гента зробив чудовий камін для Червоної зали. У оздобленні зали Ради взяв також участь нідерландський архітектор Ганс Вредеман де Вріс (Hans Vredeman de Vries, 1527—1604) з Фрисландії. У їхніх роботах можна побачити сотні посилань, символів і смислів, багато з яких мають свої витоки в далеких культурах. Тут поруч з міфологічними фігурами виступають і персоніфікації різних концепцій римських імператорів і політиків, Александра Македонського, єврейських царів Йосафата, Давида і Соломона, і навіть вбивці Цезаря — Брута. У центрі стелі знаходиться овальна картина роботи Ісака ван ден Блока «Алегорія торгівлі Гданська» (1608). Тут Гданськ представлений як місто ідеального співтовариства на тлі тріумфальної арки. Цілком можливо, що натхненням для оздоблення Червоної зали був інтер'єр палацу дожа у Венеції, яку бургомістр (міський голова) Шпайман (Speyman) бачив у Італії.

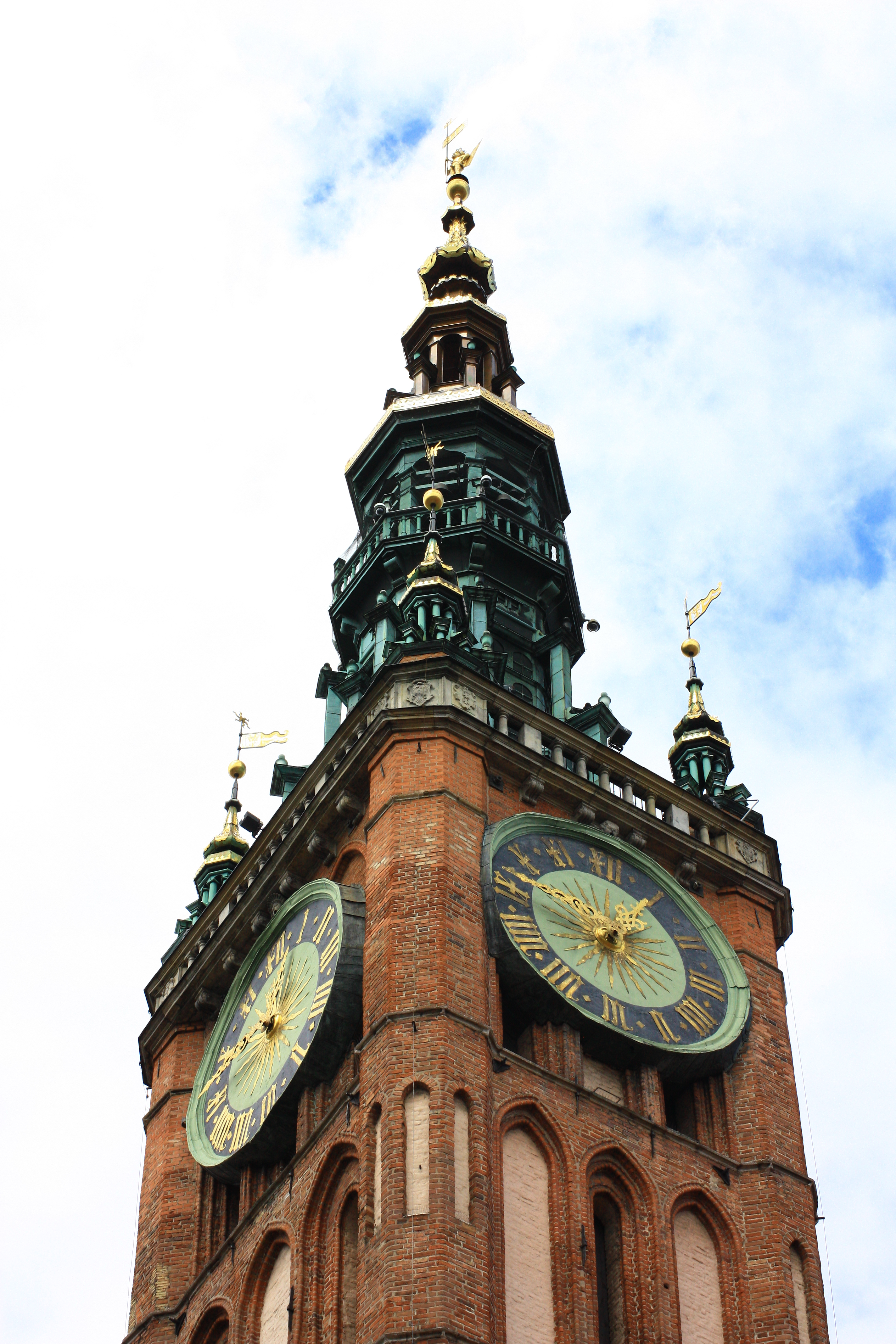
Вежа ратуші з годинником. 2014

Ратуша має вежу висотою 82 метри, що домінує над Королівською дорогою. Вежа ратуші завершується чудовим кількаярусним шоломом, який встановив будівничий з голландської Зеландії Дірк Денієлс. Шолом увінчаний металевою позолоченою статуєю короля Сигізмунда Августа у формі флюгера. Майстер дзвонів Йоханнес Моер (Johannes Moer) з Гертогенбоса у Північному Брабанті відлив дзвони для карильйону, який був встановлений на вежі в середині XVI століття.

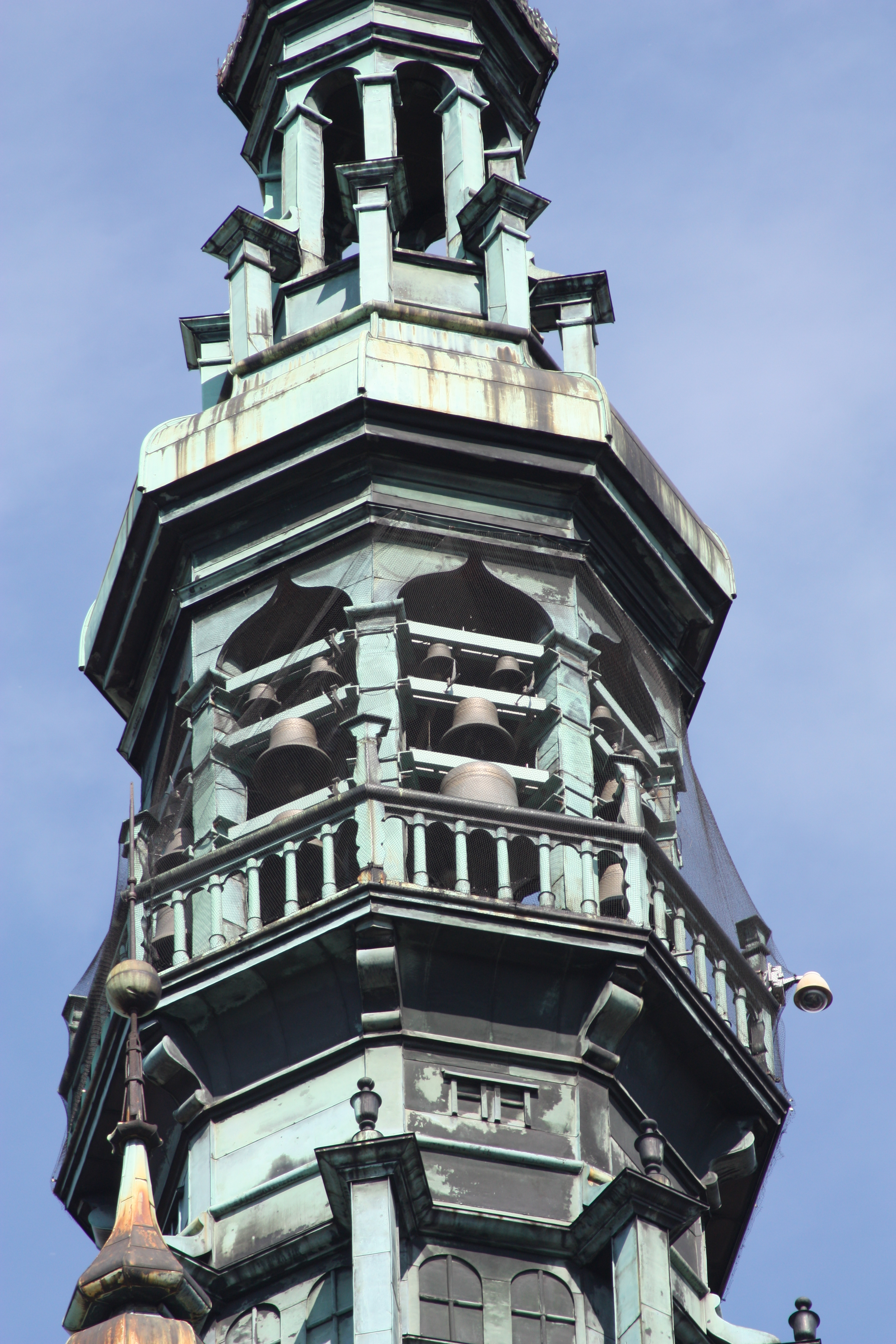
Карильйон на вежі ратуші. 2009

У 2000 році на вежі ратуші повторно встановили новий карильйон, який складається з 37 нових дзвонів, які зроблені голландською фірмою дзвонів і карильйонів Klokkengieterij Eijsbouts з міста Астен у Північному Брабанті, поруч з Гертогенбосом.
25 серпня 2011 року встановили новий 15-метровий шпиль вежі разом зі статуєю короля з відреставрованим поворотним механізмом, який дає можливість фігурі обертатися під дією поривів вітру.
У першій декаді серпня у місті щорічно відбувається Гданський фестиваль дзвонів. Учасники фестивалю виконують дуже різні за жанрами музичні твори для карильйона, від композицій у стилі бароко до сучасних творів.

## Примітки

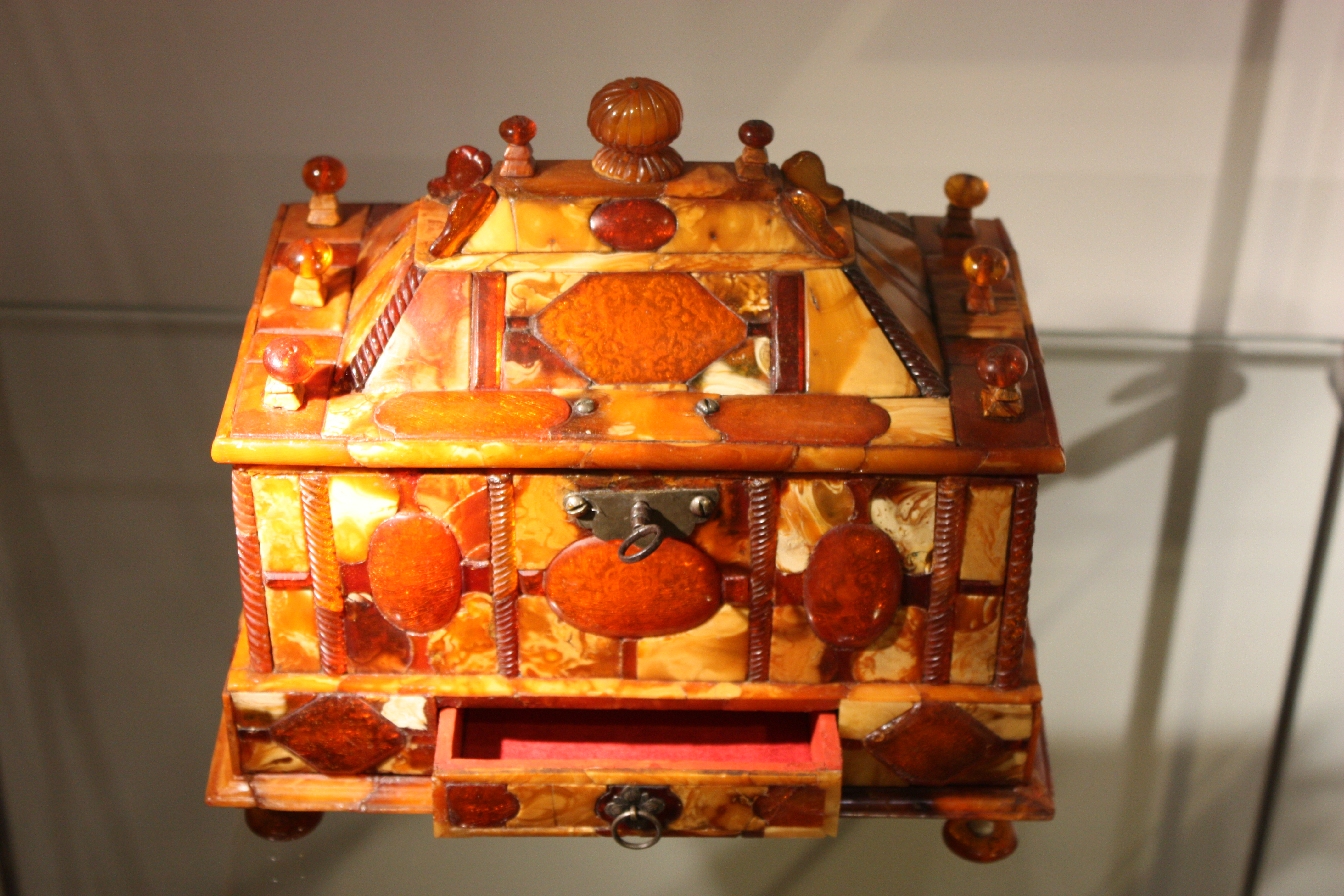
Експонат Історичного музею міста

## Історичний музей міста Гданська
2 квітня 1970 року відреставрована ратуша Головного міста в Гданську була передана Історичному музеєві міста Гданська. Тепер у ратуші розміщений головний відділ історичного музею. Крім ратуші музей має ще 7 відділів: Дім Уфаґена, Двір Артура, Музей бурштину, Фортеця у Віслоуйсцю, Гауптвахта № 1 на Вестерплатте, Музей баштових годинників, Музей польської пошти.